# Marcial Di Fonzo Bo
Pour les articles homonymes, voir Bo.
 (mars 2022).
Si vous disposez d'ouvrages ou d'articles de référence ou si vous connaissez des sites web de qualité traitant du thème abordé ici, merci de compléter l'article en donnant les références utiles à sa vérifiabilité et en les liant à la section « Notes et références ».
Marcial Di Fonzo Bo est un acteur et metteur en scène franco-argentin né le 19 décembre 1968 à Buenos Aires en Argentine. Il dirige depuis juillet 2023 le théâtre Le Quai à Angers.

## Biographie
Il s'installe définitivement à Paris en 1987.
En 1991, il rejoint l'École du Théâtre national de Bretagne où il suit les cours de Christian Colin, Didier-Georges Gabily et fait la rencontre de Claude Régy, avec lequel il joue en 1993 Paroles du Sage puis La Terrible Voix de Satan de Grégory Motton et Quelqu'un va venir de Jon Fosse.
En 1994, il crée avec la première promotion de l'École du TNB, la compagnie des Lucioles avec qui il met en scène Et ce fut, Le Cabaret Lucioles parallèlement à divers ateliers menés dans les écoles, les prisons et les banlieues.
Il interprète Richard III de Shakespeare (Festival d'Avignon, 1995), mise en scène de Matthias Langhoff, qui lui vaut le prix d'interprétation de la critique théâtrale de Barcelone et le Prix de la révélation du Syndicat national de la critique théâtrale en France. C'est encore avec Matthias Langhoff qu'il joue Île du Salut - Rapport 55 sur la colonie pénitentiaire de Franz Kafka en 1997, L'Inspecteur général de Gogol en 1999, Borges de Rodrigo García en 2002, Muñequita ou jurons de mourir avec gloire d'Alejandro Tantanian en 2003, L'Enfant prolétaire d'Osvaldo Lamborghini en 2004. Le Syndicat national de la critique le consacre cette fois-ci, meilleur acteur de l'année.
Il a également joué dans les mises en scène de Philippe Minyana, Luc Bondy, Olivier Py (L'Apocalypse joyeuse, Festival d'Avignon, 2000), Jean-Baptiste Sastre, François Berreur (Prometeo, Festival d'Avignon, 2002), Rodrigo Garcia (Je crois que vous m'avez mal compris, Festival d'Avignon, 2002), Christian Colin, François Wastiaux (I Parapazzi, Festival d'Avignon, 1998), Bérangère Bonvoisin et même Raymond Depardon.
En 1998, il crée à Barcelone Copi, un portrait, spectacle repris en français au théâtre national de Bretagne à Rennes et au théâtre de la Ville à Paris avant de partir en tournée en Amérique du Sud (1999-2000).
Comme metteur en scène, il monte en 2001 Eva Perón de Copi au Chili, suivi d'une tournée en France, en Espagne et en Amérique du Sud ; en 2002 L'Excès-l'usine de Leslie Kaplan avec l'Orchestre national de Bretagne sur une partition de Heiner Goebbels, Surragate Cities. En 2003, Œdipe et Sang de Lars Norén et La Tour de la Défense de Copi en 2005.
À l'Opéra, il participe comme récitant dans Le Roi David d'Arthur Honegger et Egmont de Beethoven et en 2005, il met en scène La Grotta di Trofonio d'Antonio Salieri à l'Opéra de Lausanne.
En avril 2009, il participe comme acteur-récitant dans Hector Berlioz : épisode de la vie d'un artiste (avec la Symphonie fantastique et Lélio ou le Retour à la vie d'Hector Berlioz) par l'Orchestre des Champs-Élysées sous la direction de Philippe Herreweghe et une mise en scène de Jean-Philippe Clarac et Olivier Deloeuil, suivi d'une tournée en Argentine, Uruguay et au Brésil.
En 2011, il est nommé aux Molières comme meilleur metteur en scène pour La Mère, de Florian Zeller.
En décembre 2014, il est nommé directeur de la Comédie de Caen, succédant alors à Jean Lambert-Wild.
Il est depuis juillet 2023, le directeur du Centre Dramatique National d'Angers,.
En 2024, il joue l'unique rôle de la pièce de théâtre Portrait de l’artiste après sa mort de Davide Carnevali, qui a créé le texte de la pièce de manière qu'il soit adaptable à son interprète selon sa nationalité, et qui revient sur la période de la dictature en Argentine,.

## Théâtre

### Comédien
- 1993 : Paroles du sage d’Henri Meschonnic d’après L’Ecclésiaste, mise en scène Claude Régy, théâtre national de Bretagne
- 1994 : La Terrible Voix de Satan de Gregory Motton, mise en scène Claude Régy, théâtre Gérard Philipe, Le Volcan, théâtre Vidy-Lausanne
- 1994 : Peaux d’ours d’Henri Calet, mise en scène Christian Colin
- 1995 : Paroles du sage d’Henri Meschonnic d’après L’Ecclésiaste, mise en scène Claude Régy, Théâtre Garonne Toulouse, Ménagerie de verre
- 1995 : Richard III de William Shakespeare, mise en scène Matthias Langhoff, Festival d'Avignon, théâtre Gérard Philipe, théâtre national de Bretagne
- 1996 : Ile du salut – Rapport 55 sur la colonie pénitentiaire de Franz Kafka, mise en scène Matthias Langhoff, Théâtre de la Ville, TNP Villeurbanne, Théâtre des Treize Vents
- 1997 : À propos de Rose Minarsky de Louis Wolfson, mise en scène Alain Neddam
- 1997 : Et ce fut…, mise en scène Pierre Maillet et Marcial Di Fonzo Bo
- 1997 : Bouts d'essais de Raymond Depardon, lecture Festival d'Avignon
- 1998 : Le Poisson des grands fonds de Marieluise Fleisser, mise en scène Bérangère Bonvoisin, théâtre national de la Colline
- 1998 : I Parappazzi d’Yves Pagès, mise en scène François Wastiaux, Festival d'Avignon, théâtre Gérard Philipe
- 1999 : Copi, un portrait d'après Loretta Strong, Eva Peron, La Nuit de Madame Lucienne, Rio de la Plata de Copi, mise en scène Marcial Di Fonzo Bo, Pierre Maillet, Élise Vigier, théâtre national de Bretagne
- 1999 : L’Inspecteur général de Nikolaï Gogol, mise scène Matthias Langhoff, Théâtre national de Bretagne, Théâtre des Amandiers
- 1999 : Quelqu’un va venir de Jon Fosse, mise en scène Claude Régy, théâtre des Amandiers
- 2000 : Copi, un portrait d'après Loretta Strong, Eva Peron, La Nuit de Madame Lucienne, Rio de la Plata de Copi, mise en scène Marcial Di Fonzo Bo, Pierre Maillet, Élise Vigier, Théâtre des Abbesses, CDDB-Théâtre de Lorient
- 2000 : L’Apocalypse joyeuse d'Olivier Py, mise en scène de l'auteur, Centre national de création d'Orléans, Festival d'Avignon
- 2001 : L’Apocalypse joyeuse d'Olivier Py, mise en scène de l'auteur, Théâtre Nanterre-Amandiers
- 2001 : Tamerlan le grand de Christopher Marlowe, mise en scène Jean-Baptiste Sastre, Théâtre national de Chaillot
- 2002 : Tamerlan le grand de Christopher Marlowe, mise en scène Jean-Baptiste Sastre, La Filature, Comédie de Caen
- 2002 : Eva Peron de Copi, mise en scène Marcial Di Fonzo Bo, Maison des arts et de la culture de Créteil, Théâtre des Treize Vents
- 2002 : Borges de Rodrigo Garcia, mise en scène Matthias Langhoff
- 2002 : Lettre à un gouverneur de William Ospina, lecture Festival d'Avignon
- 2002 : Je crois que vous m’avez mal compris de Rodrigo Garcia, mise en scène de l'auteur, Festival d'Avignon
- 2002 : Prometeo de Rodrigo García, mise en scène François Berreur, Festival d'Avignon

. Prix du meilleur acteur par le Syndicat de la Critique.
- 2003 : Je crois que vous m’avez mal compris de Rodrigo Garcia, mise en scène de l'auteur, théâtre national de Chaillot
- 2003 : Les Ordures, la ville et la mort de Rainer Werner Fassbinder, mise en scène Pierre Maillet, Théâtre de la Bastille
- 2003 : Le Couloir de Philippe Minyana, mise en scène Frédéric Maragnani et Philippe Minyana
- 2003 : Muñequita ou Jurons de mourir avec gloire d'Alejandro Tantanian, mise en scène Matthias Langhoff, Théâtre national de Toulouse Midi-Pyrénées, Espace Malraux Chambéry
- 2004 : Dernières Nouvelles de Mataderos d’après Borge de Rodrigo García, L'Enfant prolétaire d'Osvaldo Lamborghini, Muñequita ou Jurons de mourir avec gloire d'Alejandro Tantanian, mise en scène Matthias Langhoff, Théâtre Nanterre-Amandiers
- 2004 : Orphée 3-Pier Paolo Pasolini/Eugénio de Andrade, Théâtre de l'Aquarium
- 2004 : Prologue et Le Couloir de Philippe Minyana, mise en scène Frédéric Maragnani et Philippe Minyana, Théâtre Ouvert
- 2004 : Le Psychanalyste de Leslie Kaplan, lecture Festival d'Avignon
- 2005 : La Tour de la Défense de Copi, mise en scène Marcial Di Fonzo Bo, MC93 Bobigny, théâtre national de Bretagne
- 2005 : Viol de Botho Strauss, mise en scène Luc Bondy, Odéon-Théâtre de l'Europe
- 2006 : La Tour de la Défense de Copi, mise en scène Marcial Di Fonzo Bo, Comédie de Valence, Festival d'Avignon, MC93 Bobigny
- 2006 : Loretta Strong de Copi, mise en scène Marcial Di Fonzo Bo et Élise Vigier, Festival d'Avignon, théâtre de la Ville
- 2006 : Eva Peron de Copi, mise en scène Marcial Di Fonzo Bo, Festival d'Avignon, théâtre de la Bastille
- 2008 : La Estupidez (La Connerie) de Rafael Spregelburd, mise en scène Marcial Di Fonzo Bo et Élise Vigier, Théâtre national de Chaillot, théâtre national de Bretagne, théâtre des Célestins et théâtre national de Toulouse Midi-Pyrénées
- 2009 : Angelo, tyran de Padoue de Victor Hugo, mise en scène Christophe Honoré, Festival d'Avignon
- 2009 : La Paranoïa de Rafael Spregelburd, mise en scène Marcial Di Fonzo Bo et Élise Vigier, Théâtre national de Chaillot et Festival d'Avignon
- 2010 : Angelo, tyran de Padoue de Victor Hugo, mise en scène Christophe Honoré, Comédie de Reims, Maison des arts et de la culture de Créteil, Centre national de création d'Orléans, CDDB-Théâtre de Lorient, tournée
- 2011 : L’Entêtement de Rafael Spregelburd, mise en scène Marcial Di Fonzo Bo et Élise Vigier, Festival d'Avignon, Maison des arts et de la culture de Créteil, Comédie de Reims, théâtre Gérard Philipe, tournée
- 2012 : L’Entêtement de Rafael Spregelburd, mise en scène Marcial Di Fonzo Bo et Élise Vigier, théâtre Liberté, tournée
- 2014 : Dans la République du bonheur de Martin Crimp, Subsistances/Lyon, Théâtre de Chaillot à Paris.
- 2016 : Vera de Petr Zelenka, mise en scène Marcial Di Fonzo Bo et Élise Vigier, Comédie de Caen
- 2016 : Dans la République du bonheur de Martin Crimp, Subsistances/Lyon, Théâtre du Nord à Lille.
- 2017 : Vera de Petr Zelenka, Comédie de Caen
- 2019 : James Baldwin - Richard Avedon : entretiens imaginaires de Kevin Keiss et Elise Vigier, Comédie de Caen, tournée[7]
- 2020 : Le Royaume des animaux de Roland Schimmelpfennig, mise en scène Elise Vigier et Marcial Di Fonzo Bo, Comédie de Caen et tournée

### Metteur en scène
- 1996 : Nouvelle vague de Christine Angot, Théâtre Ouvert
- 1999 : Copi, un portrait d'après Loretta Strong, Eva Peron, La nuit de Madame Lucienne et Rio de la Plata de Copi, mise en scène avec Pierre Maillet, Élise Vigier, par le Théâtre des Lucioles, Théâtre national de Bretagne, Théâtre de la Ville
- 2002 : Eva Peron de Copi, mise en scène avec la collaboration de Bruno Geslin, Maison des arts et de la culture de Créteil, Théâtre des Treize Vents
- 2002 : L’Excès-l’usine de Leslie Kaplan
- 2005 : Œdipe de Sophocle, Sénèque, Didier-Georges Gabily, prologue Leslie Kaplan
- 2005 : Sang de Lars Norén
- 2005 : La Tour de la Défense de Copi, MC93 Bobigny
- 2006 : Eva Peron de Copi, Théâtre de la Bastille
- 2006 : Les Poulets n’ont pas de chaises d'après des dessins de Copi, mise en scène avec Élise Vigier
- 2006 : Loretta Strong et Le Frigo de Copi, mise en scène avec Élise Vigier
- 2007 : La Tour de la Défense de Copi en version catalane au Théâtre Liure, Barcelone
- 2008 : La Estupidez (La Connerie) de Rafael Spregelburd, mise en scène avec Élise Vigier, Théâtre national de Chaillot
- 2008 : Les Métamorphoses La Petite dans la forêt profonde de Philippe Minyana, d’après Ovide, Comédie-Française au Théâtre de Gennevilliers
- 2009 : La Paranoïa de Rafael Spregelburd, mise en scène avec Élise Vigier, Théâtre national de Chaillot
- 2009 : La Panique de Rafael Spregelburd, mise en scène avec Pierre Maillet, avec l'École du Théâtre des Teintureries de Lausanne, Théâtre de la Bastille
- 2010 : Rosa la rouge de Claire Diterzi et Marcial di Fonzo Bo, Théâtre du Rond-Point
- 2010 : La Mère de Florian Zeller, Théâtre de Paris
- 2010 : La Tour de la Défense de Copi en version russe au Théâtre d'art de Moscou
- 2011 : L’Entêtement de Rafael Spregelburd, mise en scène avec Élise Vigier, Festival d'Avignon, tournée
- 2012 : Lucide de Rafael Spregelburd, Théâtre Marigny
- 2014 : Une femme de Philippe Minyana, Théâtre des 13 vents, Théâtre de la Colline
- 2014 : Dans la république du bonheur de Martin Crimp, Subsistances/Lyon, Théâtre de Chaillot à Paris.
- 2014 : Démons de Lars Norén, Comédie de Caen, Théâtre du Rond-Point avec le soutien du Théâtre des Lucioles.
- 2016 : Vera de Petr Zelenka, Comédie de Caen
- 2017 : Eva Peron / L'homosexuel ou la difficulté de s'exprimer de Copi. Teatro Cervantes. Teatro Nacional Argentino
- 2017 : Eva Peron / L'homosexuel ou la difficulté de s'exprimer de Copi. Reprise à Caen, Lyon, Nancy et Madrid
- 2018 : M comme Méliès. Comédie de Caen, Théâtre National de Chaillot
- 2018 : Portrait de Raoul de Philippe Minyana, Comédie de Caen
- 2022 : Music-hall de Jean-Luc Lagarce, Théâtre du Petit-Saint-Martin
- 2022 : Les règles du savoir-vivre dans la société moderne de Jean-Luc Lagarce, Théâtre du Petit-Saint-Martin, Paris

### Opéra
- 2005 : La Grotta di Trofonio d'Antonio Salieri, Opéra de Lausanne
- 2009 : Symphonie fantastique et Lélio ou le Retour à la vie d'Hector Berlioz : Lélio
- 2012 : Così fan tutte de Wolfgang Amadeus Mozart, Opéra de Dijon
- 2018 : King Arthur de Henry Purcell, Grand Théâtre de Genève

## Filmographie

### Comme acteur

#### Au cinéma
- 1987 : Tango Nuestro de Jorge Zanada
- 1997 : L'Homme que j'aime de Stéphane Giusti
- 1998 : Peau neuve d'Émilie Deleuze: Manu.
- 1998 : Disparus de Gilles Bourdos : Klément
- 2000 : Le Communicateur de Xavier Mussel : Le zonard
- 2001 : Mon meilleur amour de François Favrat, court métrage
- 2002 : Tout va bien, on s'en va de Claude Mourieras : Frederico, Claires boyfriend
- 2002 : Ma Forever d'Ida Techer, court métrage
- 2003 : Lapin intégral de Cécilia Rouaud : Paul
- 2003 : Elle est des nôtres de Siegrid Alnoy : Le patron
- 2003 : Ensemble X d'Olivier Séror : Thomas
- 2004 : La Mort d'une voiture d'Élise Vigier et Bruno Geslin, court métrage
- 2004 : Le Rôle de sa vie de François Favrat : Luis
- 2005 : Travaux, on sait quand ça commence... de Brigitte Roüan : L'architecte
- 2009 : Non ma fille tu n'iras pas danser de Christophe Honoré : Thibault
- 2011 : Minuit à Paris (Midnight in Paris) de Woody Allen : Picasso
- 2011 : La Ligne blanche d'Olivier Torres : Raul Figueiras
- 2011 : Polisse de Maïwenn : prof de gym
- 2015 : Lost in Munich : Édouard Daladier

#### À la télévision
- 1997 : L'Homme que j'aime de Stéphane Giusti : Martin
- 1997 : La Mandrágora de Félix Romeo et Miguel Sarmiento
- 2009 : À deux c'est plus facile de Émilie Deleuze : Eric Lesage
- 2013 : Tout est permis d'Émilie Deleuze : Paul

### Réalisateur
- 2015 : Démons, d'après Lars Norén, avec Romain Duris, Marina Foïs et Anaïs Demoustier ; ARTE / Les Films du Poisson.

## Distinctions
- Prix du Syndicat de la critique 1996 : révélation théâtrale de l'année pour Richard III
- Prix Michel Simon 1999 pour Peau Neuve
- Prix du Syndicat de la critique 2004 : meilleur comédien pour Dernières Nouvelles de Mataderos et Le Couloir
- Molières 2011 : nomination au Molière du metteur en scène pour La Mère
- Molières 2019 : Lauréat du Molière du jeune public pour M Comme Méliès